# August Oetker
August Oetker (Obernkirchen, 6 de janeiro de 1862 — Bielefeld, 10 de janeiro de 1918) foi um farmacêutico alemão, fundador em 1891 da companhia Dr. Oetker.